# Gilles Néret
Gilles Néret (1933 - 3 de agosto de 2005) fue un historiador del arte, editor y escritor francés.

## Biografía
Nacido en 1933, se trasladó a Londres en 1951, donde trabajó como periodista en la Agencia France-Presse durante tres años. A su regreso a Francia colaboró con la revista Constellation antes de viajar a Japón, donde se hizo experto en la organización de retrospectivas sobre pintores europeos, incluyendo Auguste Renoir, Fernand Léger y Salvador Dalí. Allí fundó el museo 'Seibu' y la galería 'Wildenstein' de Tokio.
Fue autor de numerosos trabajos sobre la obra pictórica de Monet, Manet y Velázquez y publicó dos obras sobre Dalí en colaboración con Robert Descharnes. Muchas de ellas fueron editadas por Taschen.
En 1981, recibió el premio Faure Elie a la mejor publicación del año sobre arte, por la colección de libros À l'école des grands peintres, que editó en Éditions de Vergeures.